# KOI-880
KOI-880 — звезда, которая находится в созвездии Лебедя на расстоянии около 3185 световых лет от нас. Вокруг звезды обращаются, как минимум, четыре планеты.

## Характеристики
KOI-880 представляет собой солнцеподобную звезду, примерно равную по размерам Солнцу. Впервые в астрономической литературе упоминается в каталоге 2MASS, опубликованном в 2003 году. Масса звезды равна 0,93 солнечной, а радиус — 0,91 солнечного. Температура поверхности звезды составляет приблизительно 5512 кельвинов.